# Edward Dąbrowski (zm. 1946)
Edward Józef Dąbrowski, ps. „Łysy” (ur. 3 października 1879 w Warszawie, zm. 29 stycznia 1946 tamże) – działacz niepodległościowy, członek Organizacji Bojowej PPS.

## Życiorys
Edward Józef Dąbrowski urodził się 3 października 1879 w Warszawie, w rodzinie Franciszka i Marii z Paczyńskich. Uczęszczał do szkoły handlowej Zgromadzenia Kupców m. st. Warszawy, z której został wydalony za działalność polityczną. Od 1902 był członkiem Organizacji Bojowej PPS. 24 kwietnia 1906 wziął udział w zorganizowanej i dowodzonej przez Jana Gorzechowskiego ps. „Jur” akcji uwolnienia dziesięciu bojowców PPS z więzienia na Pawiaku - skazanych wyrokiem doraźnego sądu wojskowego na karę śmierci (w akcji uczestniczyli także Franciszek Łagowski, Antoni Koll). W latach 1906–1909 był więziony w X pawilonie Cytadeli Warszawskiej. Następnie skazany na 6 lat katorgi, w drodze na Syberię zbiegł do zaboru austriackiego. W latach 1914–1917 służył w Legionach Polskich, następnie działał w POW. W 1920 wstąpił ochotniczo do Wojska Polskiego. W latach 30. był kierownikiem sekcji oraz członkiem zarządu Związku Pracowniczego Gazowni Miejskiej w Warszawie. Ponadto był prezesem Związku Zawodowego Dozorców Domowych i Służby Domowej oraz członkiem Stowarzyszenia b. Więźniów Politycznych. 
Od 24 stycznia 1934 był mężem Władysławy Getler (zm. 1968).
Zmarł 29 stycznia 1946. Jego pogrzeb zorganizowano na koszt miasta Warszawa. Spoczywa, razem z żoną, na Cmentarzu Wojskowym na Powązkach (kwatera A 21-5-24).

## Ordery i odznaczenia
- Krzyż Niepodległości z Mieczami (12 marca 1931)[5]
- Medal Pamiątkowy za Wojnę 1918–1921[1]
- Medal Dziesięciolecia Odzyskanej Niepodległości[1]
- Brązowy Medal za Długoletnią Służbę[1]

## Upamiętnienie
Na podstawie wspomnień Jana Jura-Gorzechowskiego powstał film pt. Dziesięciu z Pawiaka z 1931 (reżyseria Ryszard Ordyński, scenariusz Ferdynand Goetel); w rolę „Łysego” wcielił się aktor Jan Szymański.